# Sturmgeschütz III
Sturmgeschütz III, kort StuG III, eller Sturmgeschütz 40, kort Stu 40 (Sturmgeschütz = "Stormartilleripjäs"), var en infanterikanonvagn som kom att bli det mest producerade bepansrade fordonet i Tyskland under andra världskriget. StuG III byggdes på chassit av stridsvagnen Panzer III. Inledningsvis var det tänkt att den skulle utgöra en mobil, bepansrad lätt kanonpjäs för infanteriunderstöd men den kom att utvecklas kontinuerligt under kriget och från år 1942 utnyttjades den i hög grad som pansarvärnskanonvagn.
Sturmgeschützserien är troligen mest känd för sin utmärkta kostnadseffektivitet. Vid krigets slut hade över 10 500 exemplar byggts. Vid sidan av andra tyska vapensystem som Panzer IV, MG42, PAK 40 och 81 mm granatkastare utgjorde StuG III en av grundpelarna i den tyska arméns vapenarsenal.

## Historia
Sturmgeschütz III härstammade från ett förslag som överste Erich von Manstein gav till general Beck år 1935, där han föreslog att man skulle använda Sturmartillerie ("stormartillerienheter") i en direkt understödjande roll för infanteridivisioner. Den 15 juni 1936 erhöll Daimler-Benz AG en order om att utveckla ett infanteriunderstödsfordon som var kapabelt att bära en 75 mm artilleripjäs. Kanonen skulle ha en begränsad sidriktning om 25 grader och skulle vara monterad inne i en heltäckande överbyggnad som tillhandahöll skydd för besättningen. Fordonets höjd skulle inte överstiga den genomsnittlige mannens.
Daimler-Benz AG använde chassit och hjulkonstruktionen från sin nyligen utvecklade mellantunga stridsvagn Panzerkampfwagen III. Prototyptillverkningen överfördes därefter till Alkett, som tillverkade fem exemplar år 1937. Dessa experimentella, 0-seriens StuG-fordon var baserade på PzKpfw III Ausf B. Dessa prototyper hade en överbyggnad (så kallad kasematt) i mjukstål och Krupps kortpipade kanon 7,5 cm Sturmkanone 37 L/24.
Eftersom StuG III var tänkt att fylla närstridsrollen mot mjukmål, utrustades tidiga modeller med en 75 mm StuK 37 L/24-kanon, vilken hade låg utgångshastighet passande för spräng- och rökgranater. Efter att tyskarna stött på den sovjetiska T-34, utrustades StuG III med en 7,5 cm StuK 40 L/43 pansarvärnskanon med hög utgångshastighet (våren 1942) eller en 75 mm L/48 pansarvärnspjäs (hösten 1942).
Senare modeller av StuG III hade en 7,92 mm MG 34 kulspruta monterad på chassit för att utöka skyddet mot fientligt infanteri.
År 1944 erhöll den finländska armén 59 st StuG III från Tyskland och använde dem mot Sovjetunionen. Dessa Stug III:or förstörde åtminstone 87 fientliga stridsvagnar mot förlusten av enbart åtta StuG-vagnar (vissa av dessa förstördes av den egna besättningen innan de övergav det immobiliserade fordonet).[källa behövs] Efter kriget utgjorde de kvarvarande StuG-vagnarna stommen i det finska pansarvapnet fram tills det tidiga 1960-talet.
Efter det andra världskriget gav Sovjetunionen ett antal erövrade tyska StuG III:or till Syrien, som använde dessa ända fram tills Sexdagarskriget (1967).

## Varianter
Notera: Ausf. är kort för Ausführung, vilket betyder "utförande". Sd.Kfz är kort för Sonderkraftfahrzeug, vilket betyder "särskild motorfarkost". Prefixet Sd.Kfz och följdnummer används som inventeringsnamn.

### Sd.Kfz 142

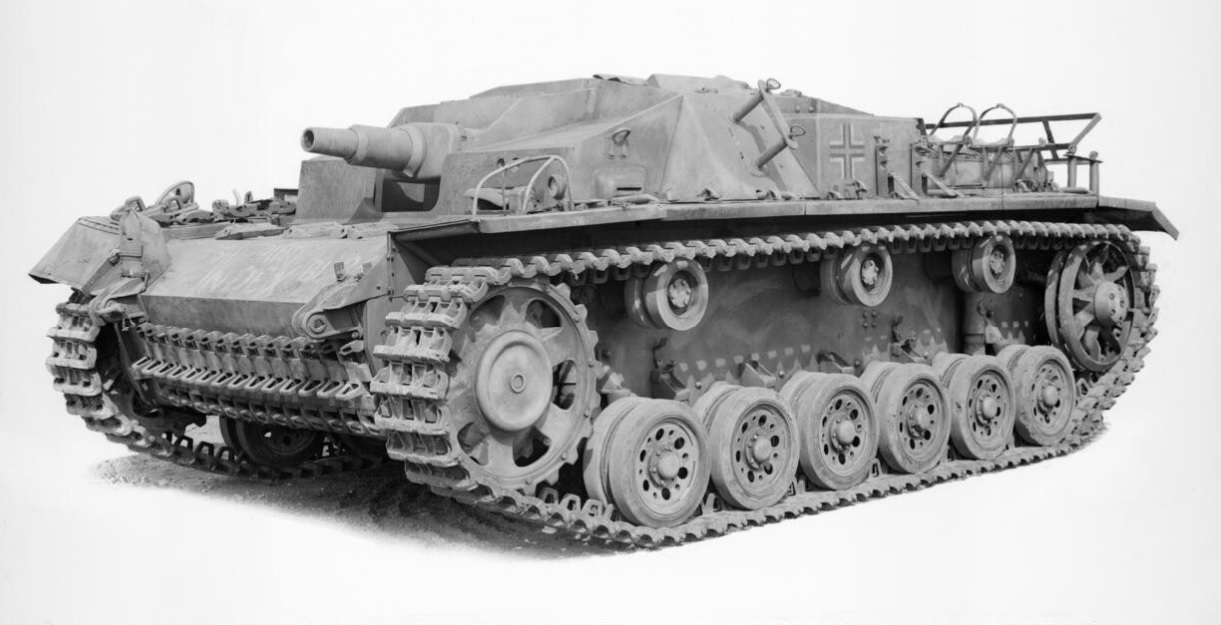
StuG III C eller D med kort L/24 7,5 cm StuK 37-kanon.

Fordon beväpnade med kort L/24 7,5 cm StuK 37-stormkanon.
- StuG III Ausf. A (1940, 35 producerade)[2]

Användes först i slaget om Frankrike, StuG III Ausf A använde chassit från Panzer III Ausf F och kanonen 7,5 cm StuK 37 L/24.
- StuG III Ausf. B (1940-41, 320 producerade)[3]

Bredare larvband och mindre förändringar.
- StuG III Ausf. C (1941, 50 producerade)

Mindre förbättringar av StuG B.
- StuG III Ausf. D (1941, 150 producerade)

Mindre förbättringar av StuG C.
- StuG III Ausf. E (1941-42, 272 producerade)[4]

En MG 34 tillfördes för att skydda fordonet mot fientligt infanteri. Övriga mindre förbättringar.

### Sd.Kfz 142/1

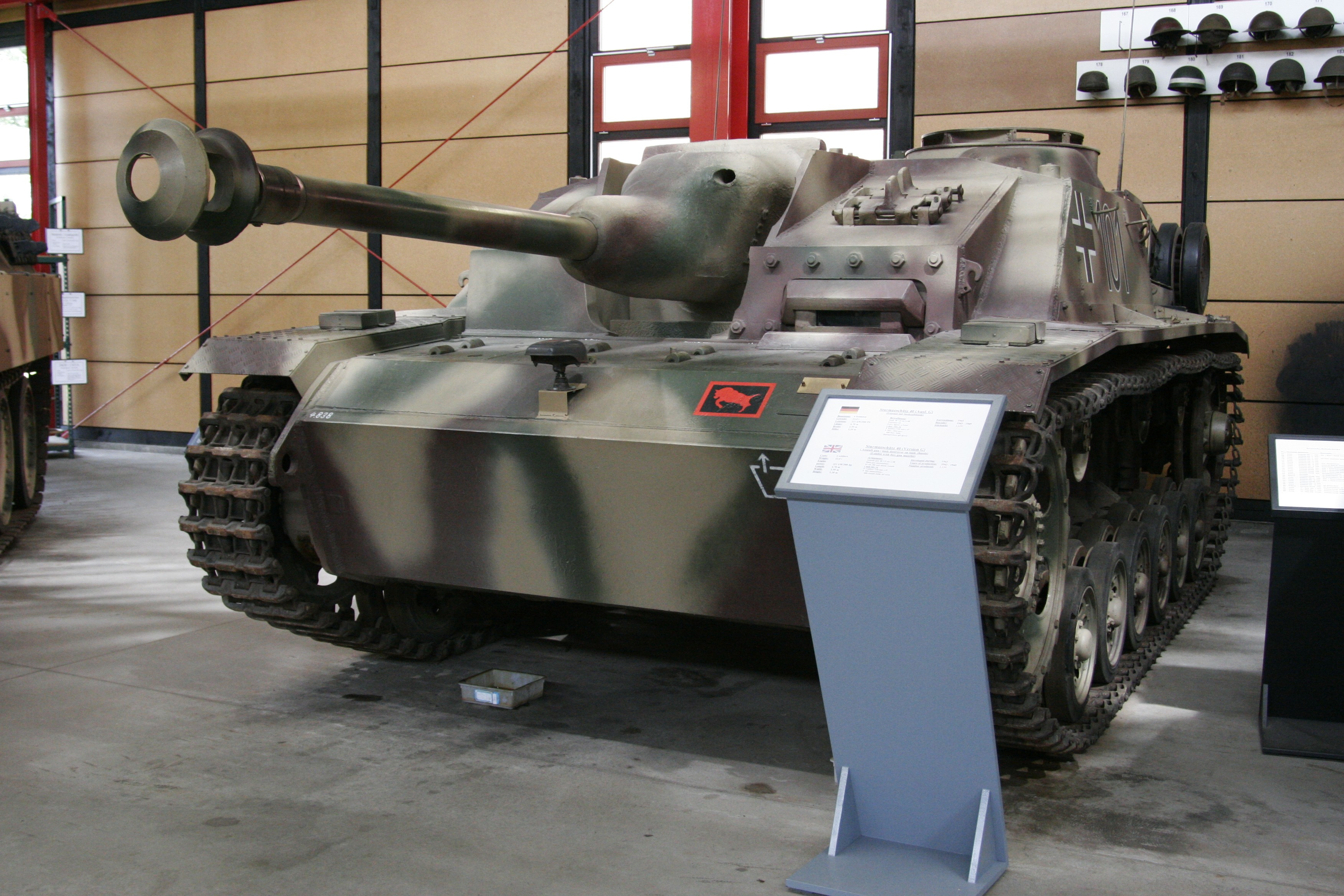
En 1944 års StuG III Ausf G. Observera den gjutna "saukopf-manteln".

Fordon beväpnade med lång L/43 eller L/48 7,5 cm StuK 40-pansarvärnskanon.
- StuG III Ausf. F (1942, 359 producerade)[5]

Den första riktiga kanonförbättringen för StuG. Denna version hade den längre 7,5 cm StuK 40 L/43 -kanonen. Denna förbättring gjorde StuG mera en pansarvärnspjäs än infanteriunderstödsfordon. Sidochassit på vissa vagnar utrustades med kjolar för att skydda mot sovjetiska pansarvärnsgevär; dessa kjolar var dock betydligt mera vanliga hos de senare ausf G-vagnarna.
- StuG III Ausf. F/8 (1942, 334 producerades)[6]

Ytterligare en ny kanon, F/8 använde 7,5 cm StuK 40 L/48 -kanonen.
- StuG III Ausf. G (1942–45, 7 720 producerade och 173 konverterade)[7]

Den slutliga, och den överlägset vanligaste StuG-vagnen. G-seriens StuG-vagnar använde chassit från Panzer III Ausf M -stridsvagnen och fick från år 1944 ytterligare en kulspruta. Senare versioner utrustades med gjuten kanonmantel (kallad Saukopfblende, "suggskallemantel"), som var effektivare än den ursprungliga lådformade kanonmanteln i att deflektera skott. Sidokjolar tillfördes till G-modellen för att utöka skyddet mot sidorna.

### Sd.Kfz 142/2

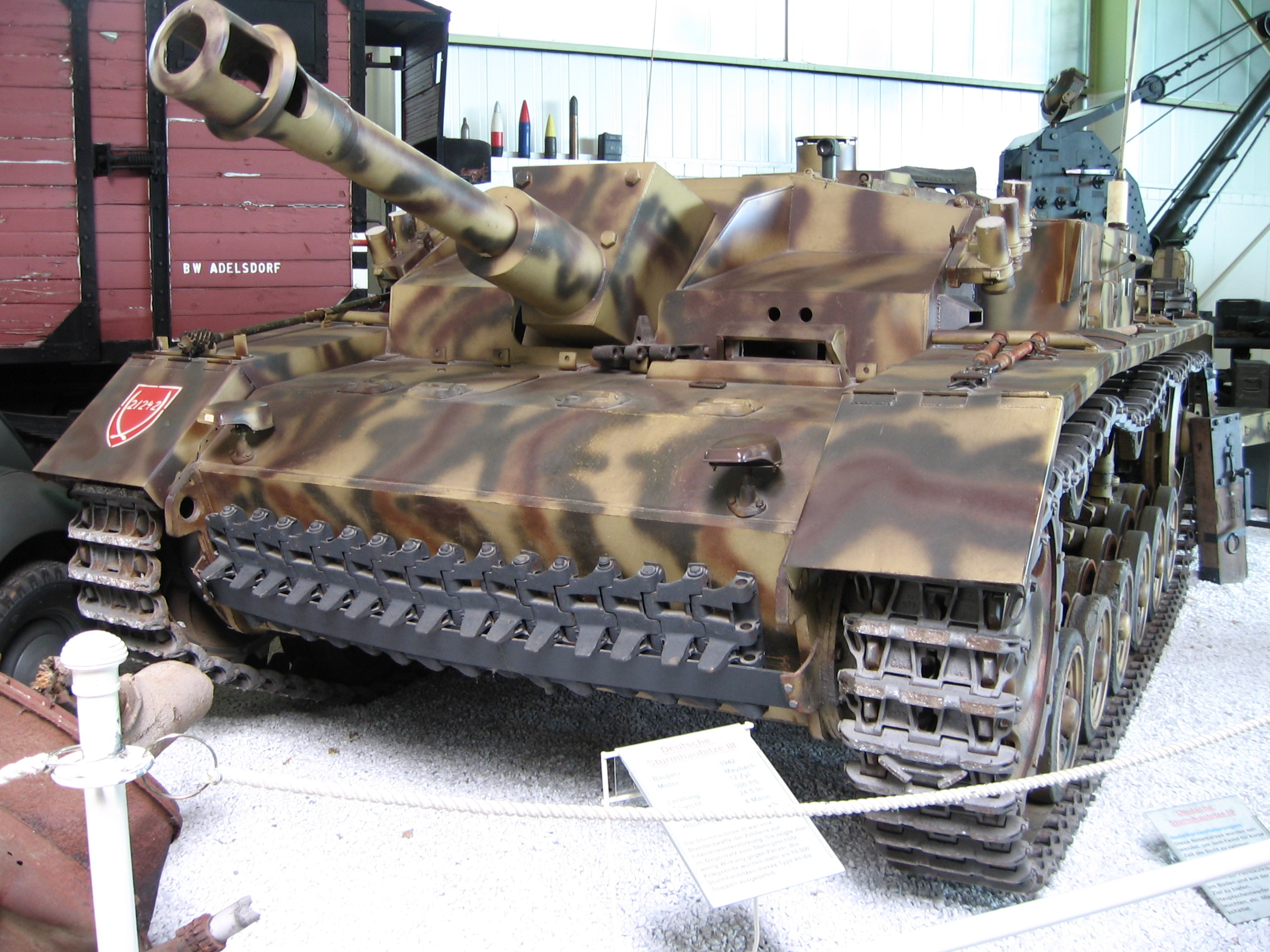
StuH 42 F

Fordon beväpnade med 10,5 cm StuH 42-stormhaubits.
- StuH 42 F (oktober 1942 till februari 1945, >1 211 producerade)[8]

År 1942 tillverkades en variant av StuG III F som hade en 10,5 cm StuH 42 haubits i stället för en 7,5 cm StuK 40 L/43 pansarvärnskanon och konstruerades för att fylla upp den infanteristödsfunktion som fallit bort i och med att fler och fler StuG III F/8:or och G:or användes i pansarvärnssyfte. Dessa nya fordon byggdes på StuG III F och F/8-skrov och kallades Sturmhaubitze 42 (eller StuH 42, även känt under dess inventeringsnamn Sd.Kfz 142/2). Bestyckningen bestod av en variant av den lätta fälthaubitsen 10,5 cm leFH 18, vilken hade modifierats för att avfyras elektriskt och som utrustades med en mynningsbroms. Mynningsbromsen togs senare ofta bort på grund av bristen på resurser.
- StuH 42 G (oktober 1942 till februari 1945, >1 211 producerade)

Senare StuH 42 modell byggd på StuG III G-skrov.

### Övriga

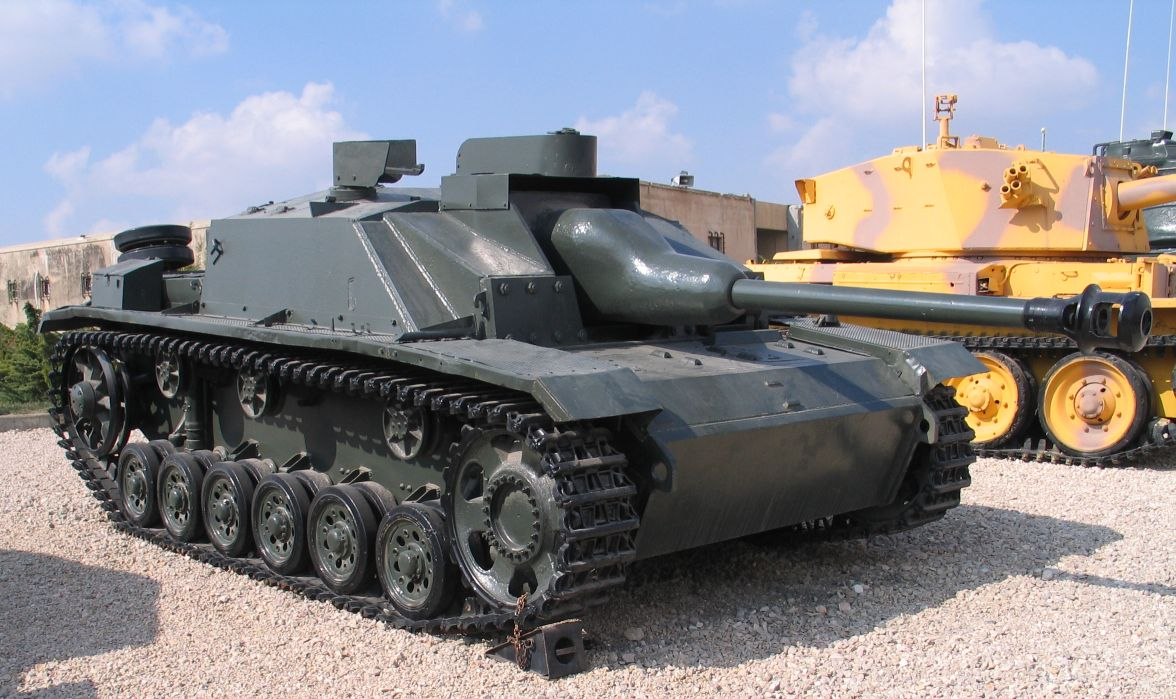
Syrisk StuG III G med gjuten saukopf-mantel och takmodifikationer vid Yad la-Shiryon-museet, Israel.

- StuG III (FLAMM) (1943, 10 producerade)

År 1943 byggdes 10 st StuG III:or om till StuG III (FLAMM)-eldsprutevagnar genom att man ersatte kanonen med en Schwade-eldspruta. Dessa chassin restaurerades alla till nyskick och bestod av olika modeller av Ausf A - E. Det finns inga rapporter som styrker att någon av dessa någonsin såg strid och alla byggdes om tillbaka till Stug III G:or år 1944.
- StuG III/IV

Vissa StuG III:or använde även Panzer III:s chassi men fick boggiupphängningssystemet från Panzer IV-stridsvagnen. Enbart omkring 20 av denna variant tillverkades. Syftet med detta var att förenkla reparationer i fält, men detta fungerade inte så bra, så modellen stoppades.
- SU-76i

Den sovjetiska pansarvärnskanonvagen SU-76i var baserad på tyska StuG III och Panzer III-fordon som man hade erövrat vid Stalingrad. Omkring 1 200 av dessa fordon byggdes om för den Röda armén genom att man tillförde en överbyggnad med tak och en 76,2 mm ZiS-5-stridsvagnskanon.